# Kazimierz Sabbat
Kazimierz Aleksander Sabbat (27 de fevereiro de 1913 – 19 de julho de 1989), foi Presidente da Polônia no Exílio a partir de 8 de abril de 1986 até sua morte, em 19 de julho de 1989, depois de servir (desde 1976) como Primeiro-Ministro do Governo polaco no Exílio.

## Biografia
Kazimierz Sabbat nasceu em 27 de fevereiro de 1913, em Bieliny Kapitulne. Concluído o ensino secundário em Mielec, estudou Direito na Universidade de Varsóvia, pouco antes da II Guerra Mundial. Foi um escuteiro e manteve-se dedicado ao conceito de Escutismo, mesmo no tempo de exílio.
Depois de um curto período de serviço na Marinha, Sabbat foi dirigido para a Brigada Motorizada de Stanisław Maczek. Ferido durante a retirada polaca na Segunda Guerra Mundial, conseguiu chegar à Grã-Bretanha, onde foi direcionado para o British General Staff, como responsável para a juventude.
Depois de ser dispensado do exército em 1948, começou com sucesso o seu próprio negócio na Inglaterra, e mais tarde, trabalhou no Escutismo e na Associação de Veteranos Polacos, numa base de voluntariado.
Como executivo da União Nacional polaca, dirigiu a divisão de tesouraria e, em 1976, tornou-se o Primeiro-Ministro do governo polaco no exílio. Tentou unir os vários círculos emigrantes e criou vínculos mais fortes com o movimento de oposição na Polônia, que beneficiaram do Governo no exílio por diferentes Fundos.

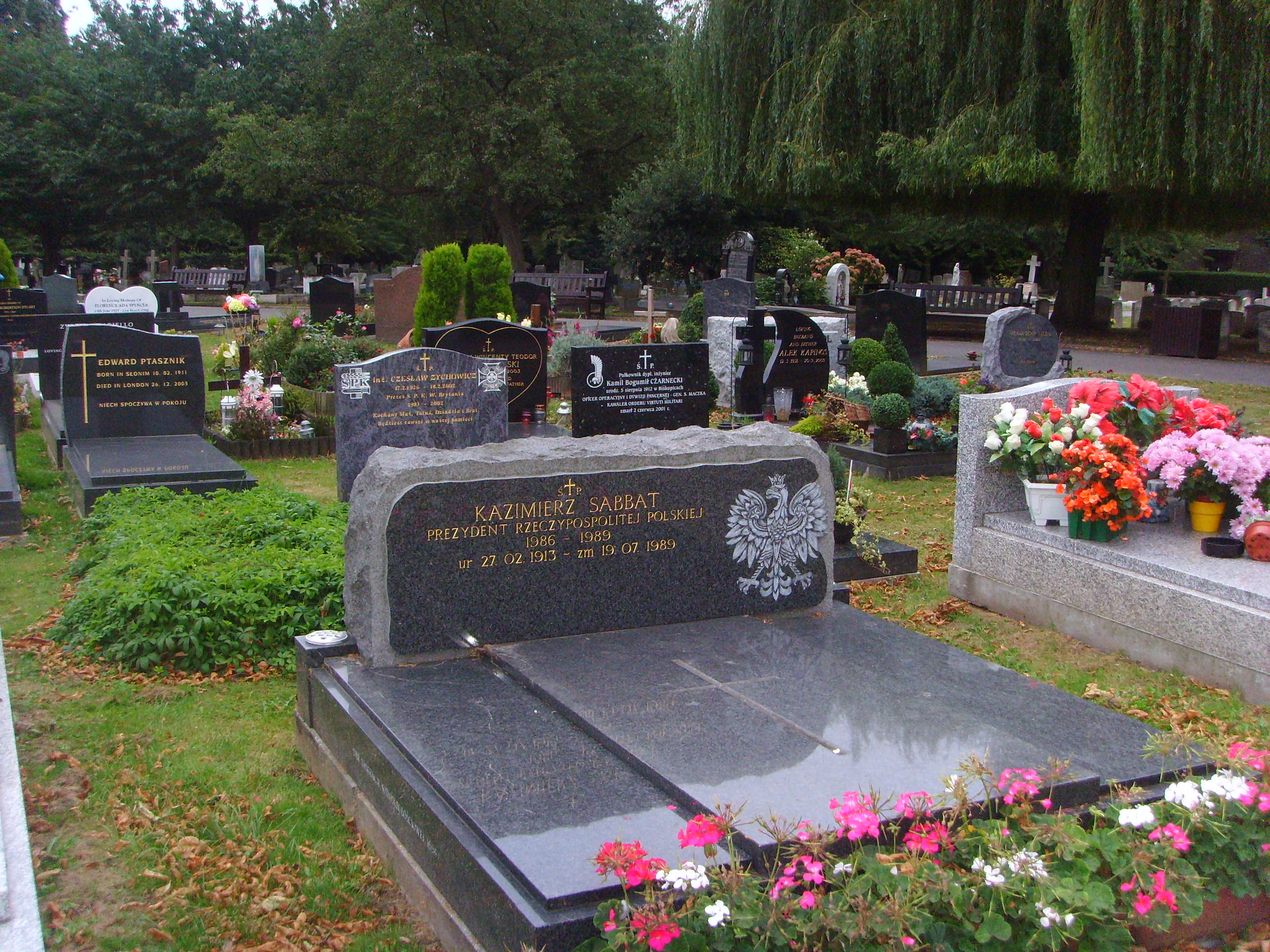
Túmulo do Presidente Kazimierz Sabbat

Tornou-se Presidente da República da Polónia (no Exílio), em 1986, sucedendo a Edward Raczyński. 
Morreu em Londres, aos 76 anos, em 1989, no mesmo dia em que Wojciech Jaruzelski foi eleito pelo parlamento como o primeiro Presidente da Polónia desde a década de 1950. Ryszard Kaczorowski, Ministro dos Assuntos internos e sucessor designado, tomou posse no exílio e em 22 de dezembro de 1990, após as primeiras eleições livres na Polónia desde a guerra, entregou seus poderes e a insígnia da Segunda República polaca ao Presidente eleito, Lech Walesa.